# Kulturmorphologie
Die Kulturmorphologie ist eine veraltete Theorie der Ethnologie (Völkerkunde). Die Bezeichnung stammt von dem deutschen Ethnologen Leo Frobenius (1873–1938), der damit seine Lehre von der äußeren und inneren Gestaltung der Kultur bezeichnete. Dabei geht es um die Beschreibung von Formen, um Ethnographie (Völkerbeschreibung). Der Kulturmorphologie „liegt die Annahme zugrunde, dass Kulturen analog zur individuellen Entwicklung des Menschen die Phasen von Jugend, Blütezeit, Alter und Tod durchlaufen und zwar nach einem ihnen innewohnenden Programm, auf das der Mensch nur sehr begrenzten Einfluss nehmen kann.“ Kultur wird damit als etwas den Menschen Übergeordnetes angesehen, nicht als etwas von ihnen Geschaffenes.
Frobenius unterteilte jede Kultur in drei Phasen: Ergriffenheit (Frühphase), Ausdruck (Reifephase) und Anwendung (Endphase). „Die Ergriffenheit/Jugend ist die Phase des kreativen Schaffens von Kulturgütern; in der Phase des Ausdrucks/der Reife erhalten Kulturgüter ihre volle Wirksamkeit, während der Anwendung/im Alter werden sie schließlich zunehmend abgenutzt und sinnentleert: Die Kultur geht ihrem Verfall entgegen.“
Vertreter der Kulturmorphologie waren neben Frobenius auch der deutsche Pädagoge Eduard Spranger (1882–1963), der deutsche Kulturhistoriker Oswald Spengler (1880–1936) und der britische Kulturtheoretiker Arnold J. Toynbee (1889–1975).

## Wortherkunft
Der Ausdruck „Morphologie“ (von altgriechisch morphé „Gestalt, Form“, und -logie „Lehre“) geht auf Johann Wolfgang von Goethe (1749–1832) zurück und fand Eingang in die Botanik (Pflanzenkunde) und in die Biologie (Morphologie). Ab dem 19. Jahrhundert wurde die Bezeichnung auch von Geisteswissenschaftlern aufgegriffen, im 20. Jahrhundert beispielsweise mit bewusster Berufung auf Goethes Begrifflichkeit vom russischen Literaturwissenschaftler Michail Aleksandrovič Petrovskij zur Morphologie der Novelle (morfologija novelly 1927) und vom russlanddeutschen Volkskundler Wladimir Jakowlewitsch Propp zur Morphologie des Märchens (Morfologija skazki 1928).